# Pürgg-Trautenfels
Pürgg-Trautenfels ist eine ehemals selbständige Gemeinde mit 144 Einwohnern (Stand: 1. Jänner 2019) im Bezirk Liezen und Gerichtsbezirk Liezen in der österreichischen Steiermark. Seit dem 1. Jänner 2015 ist der Ort im Rahmen der Steiermärkischen Gemeindestrukturreform mit der ehemaligen Gemeinde Stainach unter dem Namen „Stainach-Pürgg“ zusammengeschlossen.

## Geografie
Die ehemalige Gemeinde Pürgg-Trautenfels lag auf der Ostseite des Grimmings, des höchsten freistehenden Bergstocks Europas. Das ehemalige Gemeindegebiet liegt im oberen Ennstal zwischen Gröbming und Stainach und ist im Süden von der Enns begrenzt, im Norden erstreckt es sich bis zum Hauptkamm des Toten Gebirges (Almkogel, 2116 m Höhe). Der höchste Punkt der ehemaligen Gemeinde ist der Grimming (2351 m) im Westen.

## Ehemalige Gemeindegliederung
Das ehemalige Gemeindegebiet umfasste folgende fünf Ortschaften (in Klammern Einwohnerzahl Stand 1. Jänner 2024):
- Pürgg (146) samt Lessern
- Trautenfels (136) samt Letten und Niederstuttern
- Unterburg (270) samt Pfanner
- Untergrimming (116)
- Zlem (165) samt Dörfl und Wörschachwald

Die ehemalige Gemeinde bestand aus den Katastralgemeinden Neuhaus, Pürgg und Zlem.

## Nachbarorte und -gemeinden
- im Norden Hinterstoder (Oberösterreich)
- im Osten Wörschach und Stainach
- im Südosten Irdning
- im Westen Sankt Martin am Grimming und Tauplitz

## Geschichte
Auf dem felsigen Rücken der „Purgstallhöhe“ stand im Mittelalter eine wehrhafte Anlage: die Burg Grauscharn (auch Gruscharn, slaw. grusch = Geröll). Schon 1160 hatte Markgraf Ottokar III. in dieser seiner Pfalzburg, Herrschaftsmittelpunkt für die Grafschaft Ennstal, eine Urkunde ausgestellt. Die Johanneskapelle war vermutlich Teil der Burganlage. Auch die Pfarre, deren Sprengel weit über Aussee hinausreichte, ist uralt, 1183 sind Kirche und Burg auf dem Burgstall bezeugt. Anfänglich war Pürgg Sitz von Archidiakonen (Erzpriestern). 1490 kam die Pfarre an die St. Georgs-Ritter, 1599 an die Grazer Jesuiten.

## Wappen
Bis zu ihrer Auflösung führte die Gemeinde Pürgg-Trautenfels ein eigenes Wappen. Die offizielle Blasonierung des 1979 verliehenen Gemeindewappens lautet:

„Unter gemindertem roten Schildhaupt mit durchlaufendem silbernen romanischen Blattfries im silbernen mit roten Rosen besäten Feld ein schwarzer Panther.“

## Politik
Bürgermeister bis Ende 2014
- 1988–2007 Kurt Tasch (ÖVP)[4]
- 2007–2014 Barbara Wolfgang-Krenn (ÖVP)[5]

## Kultur und Sehenswürdigkeiten
Siehe auch: Liste der denkmalgeschützten Objekte in Stainach-Pürgg
Pürgg (Ort)

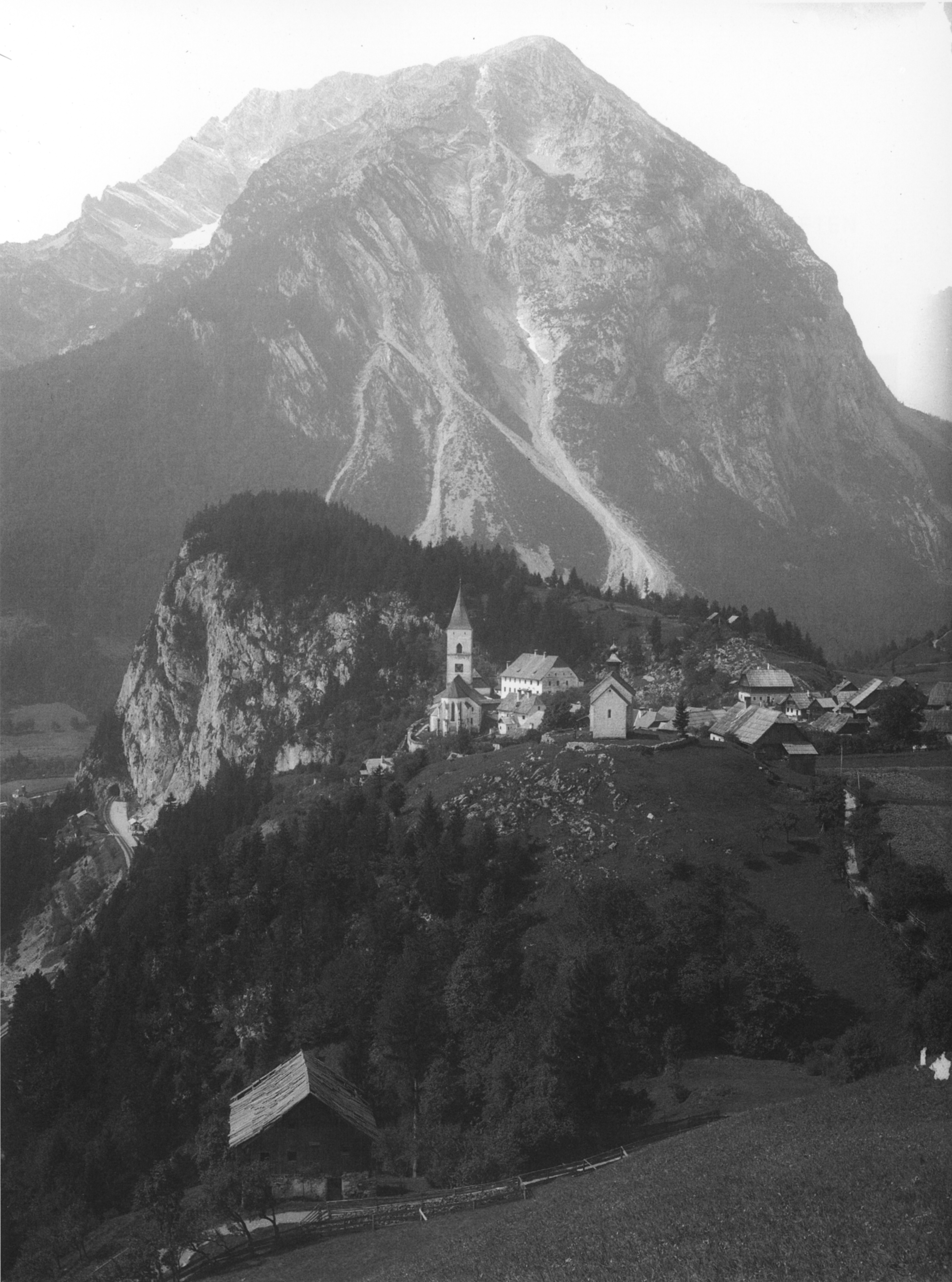
Pürgg, im Hintergrund der Grimming, Aufnahme 1908

Die malerische Ortschaft Pürgg, von Peter Rosegger das „Kripperl der Steiermark“ genannt, befindet sich auf einem kleinen Plateau in den Südabstürzen des Rantensteins, etwa 150 m über dem Talgrund des Grimmingbachs. Der Ort besteht aus wenigen engen Straßen, die weitgehend autofrei gehalten werden. Dort drängen sich die Häuser rund um zwei Kirchen – bemerkenswerterweise beide zeitnah im 12. Jahrhundert erbaut.
- Pfarrkirche zum Heiligen Georg, vermutlich am 17. Juli 1130 eingeweiht: Die dreischiffige romanische Kirche ist in ihrer Grundstruktur noch erhalten, wurde allerdings Anfang des 14. Jahrhunderts gotisch ausgestaltet.
- Johanneskapelle: Die romanische Kapelle steht am Ostrand des Plateaus auf einem schönen Aussichtspunkt über dem Ennstal gelegen. Diese Kapelle ist berühmt für ihre wertvollen Fresken aus dem 12. Jahrhundert, die zu den schönsten und besterhaltenen in Europa zählen.

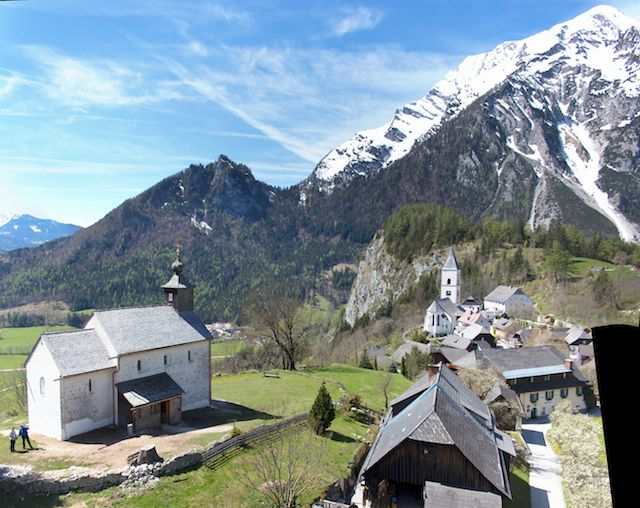
Johanneskapelle mit Landschaft
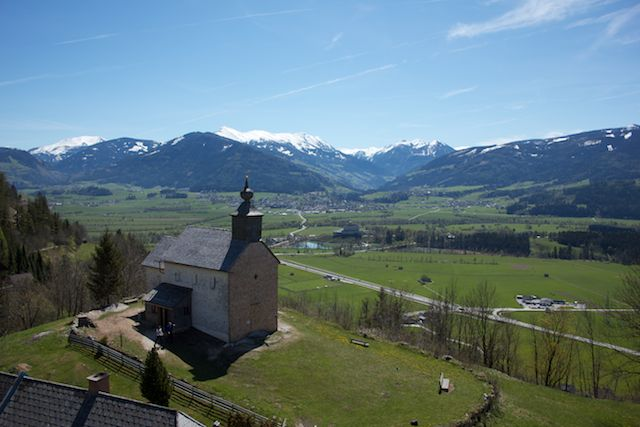
Johanneskapelle mit Landschaft
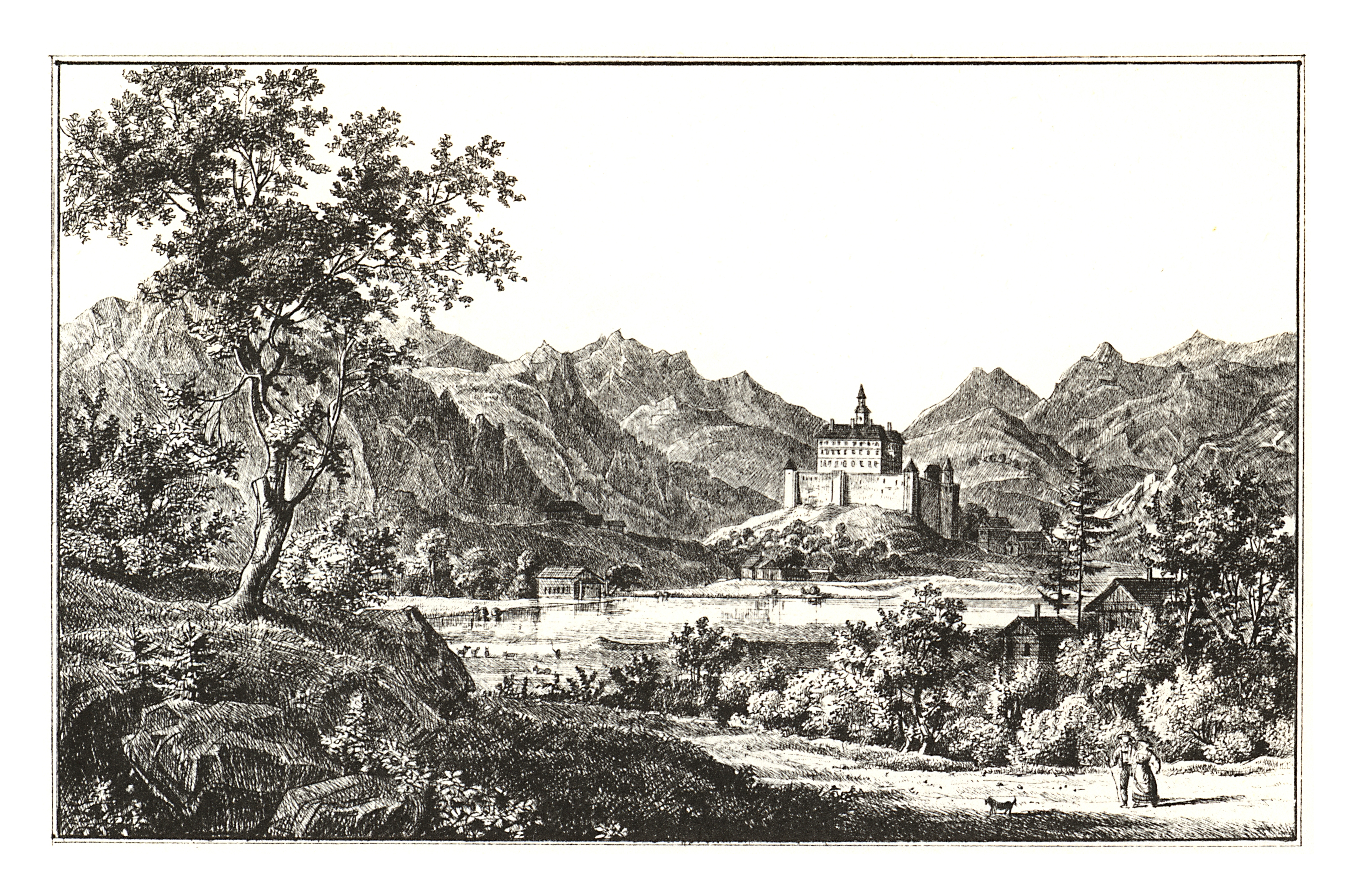
Schloss Trautenfels, Lithografie, 1830

Ort und Schloss Trautenfels, Kirchenruine Neuhaus
Die Ortschaft Trautenfels ist eine kleine Siedlung rund um das Schloss Trautenfels, direkt an der Enns gelegen.
Das Schloss befindet sich auf einer kleinen Anhöhe, die den Talboden um etwa 30 m überragt. Es wurde erstmals 1261 als Burg genannt. Im Barock erhielt es durch Friedrich von Trauttmannsdorf sein heutiges Aussehen. Heute ist es im Besitz des Landes Steiermark und wird als Teil des Landesmuseum Joanneum als Museum und Ausstellungszentrum genutzt. Es beherbergt unter anderem ein Landschafts- und Volkskundemuseum.
Wenige Meter westlich des Schlosses, auf demselben Bergrücken, liegt die Ruine der evangelischen Kirche Neuhaus. Diese war zur Zeit der Reformation das bedeutendste religiöse Zentrum im oberen Ennstal. Die Kirche wurde von den Schlossherren in Trautenfels errichtet. Aber schon bald fiel sie der Zerstörung durch die Gegenreformation zum Opfer. 1991 wurden die Reste des Bauwerks freigelegt und als Gedenkstätte eingerichtet.

## Wirtschaft
Schloss Trautenfels und die malerische Ortschaft Pürgg locken zahlreiche Touristen und Ausflügler an. Daneben ist die Gegend auch bei Bergsteigern beliebt, die von hier zu Bergtouren auf den Grimming, ins Tote Gebirge und in die südlich gelegenen Niederen Tauern aufbrechen. In Wörschachwald befindet sich ein kleines Wintersportgebiet sowie der Spechtensee, ein beliebtes Ausflugsziel.
Die wichtigsten Wirtschaftsbetriebe sind zahlreiche Gasthöfe und Beherbergungsbetriebe.

## Verkehr
Pürgg besitzt eine Haltestelle der Salzkammergutbahn. Die Haltestelle der Ennstalbahn in Trautenfels wurde 2008 aufgelassen.
In Trautenfels befindet sich ein wichtiger Straßenknoten. Hier gehen von der Hauptverbindungsroute von Salzburg nach Graz (Ennstal Straße B 320) die Salzkammergutstraße B 145 in das Salzkammergut und die B75. Dieser Knoten wurde erst im Mai 2021 mit der Freigabe der Grimmingbrücke kreuzungs- und ampelfrei.

## Bildung
Die Volksschule Unterburg wurde am 5. Mai 1907 nach einjähriger Bauzeit feierlich eingeweiht. Das Grundstück samt Obstgarten war eine Stiftung von Gräfin Anna Lamberg, die einige Jahre zuvor auch das Altersheim Unterburg gestiftet hatte.

## Persönlichkeiten

### Ehrenbürger
- 1984: Karl Haiding (1906–1985), Volkskundler[7]

### Söhne und Töchter der Gemeinde
- Adolf Adam (1918–2004), Informatiker und Statistiker

### Mit der Gemeinde verbundene Persönlichkeiten
- Wolfgang Suppan (1933–2015), Musikwissenschaftler, Vorstand der Musikhochschule Graz